# Біркенфельд
Біркенфельд (нім. Birkenfeld) — місто в Німеччині, розташоване в землі Рейнланд-Пфальц. Адміністративний центр району Біркенфельд. Центр об'єднання громад Біркенфельд.
Площа — 13,58 км2. Населення становить 7034 ос. (станом на 31 грудня 2020).

## Галерея

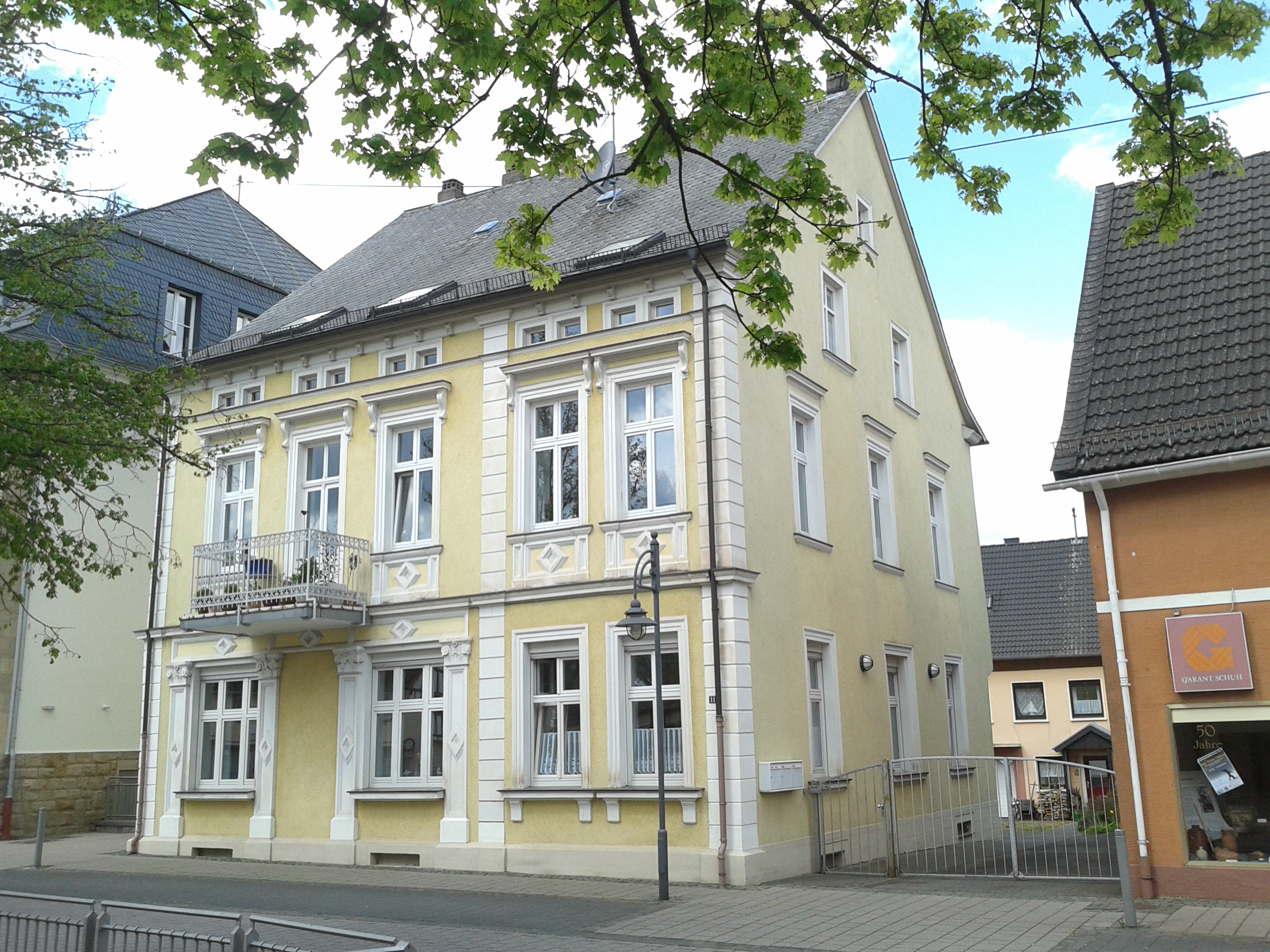
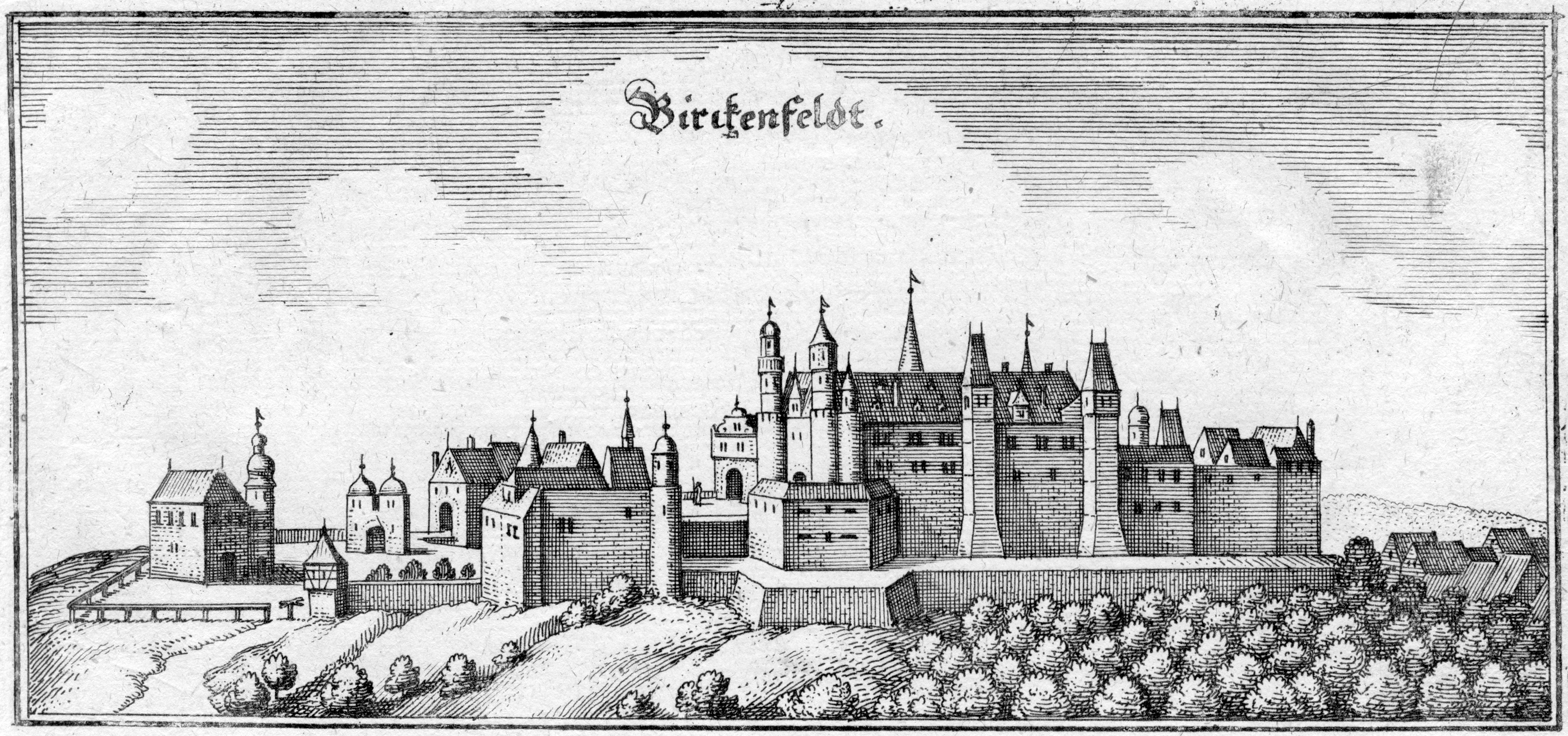
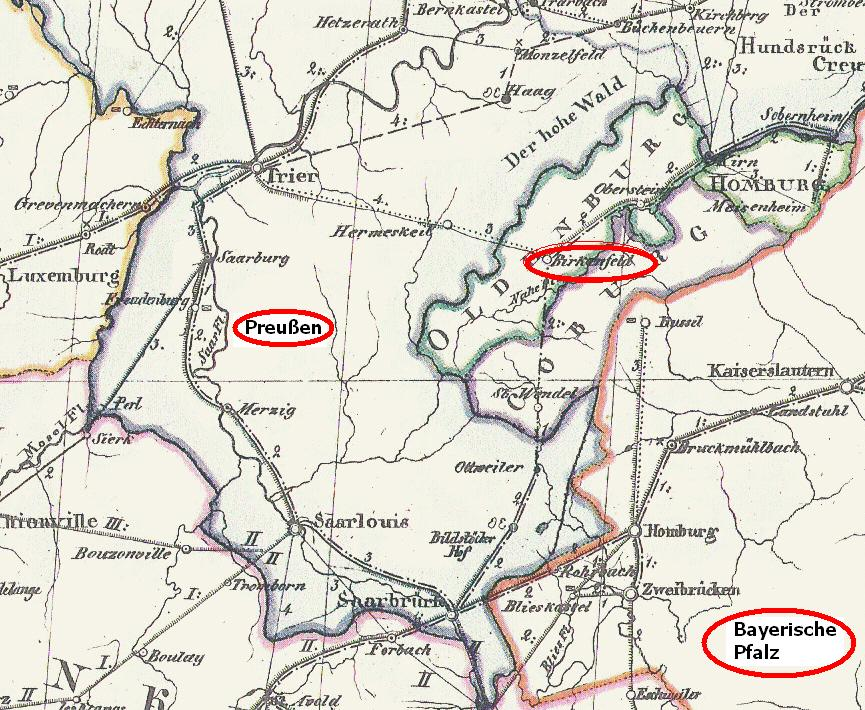
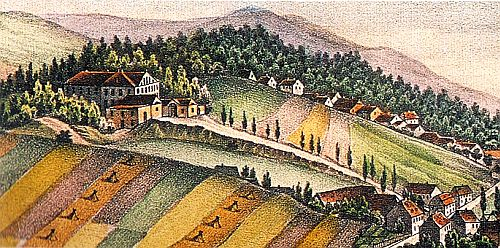
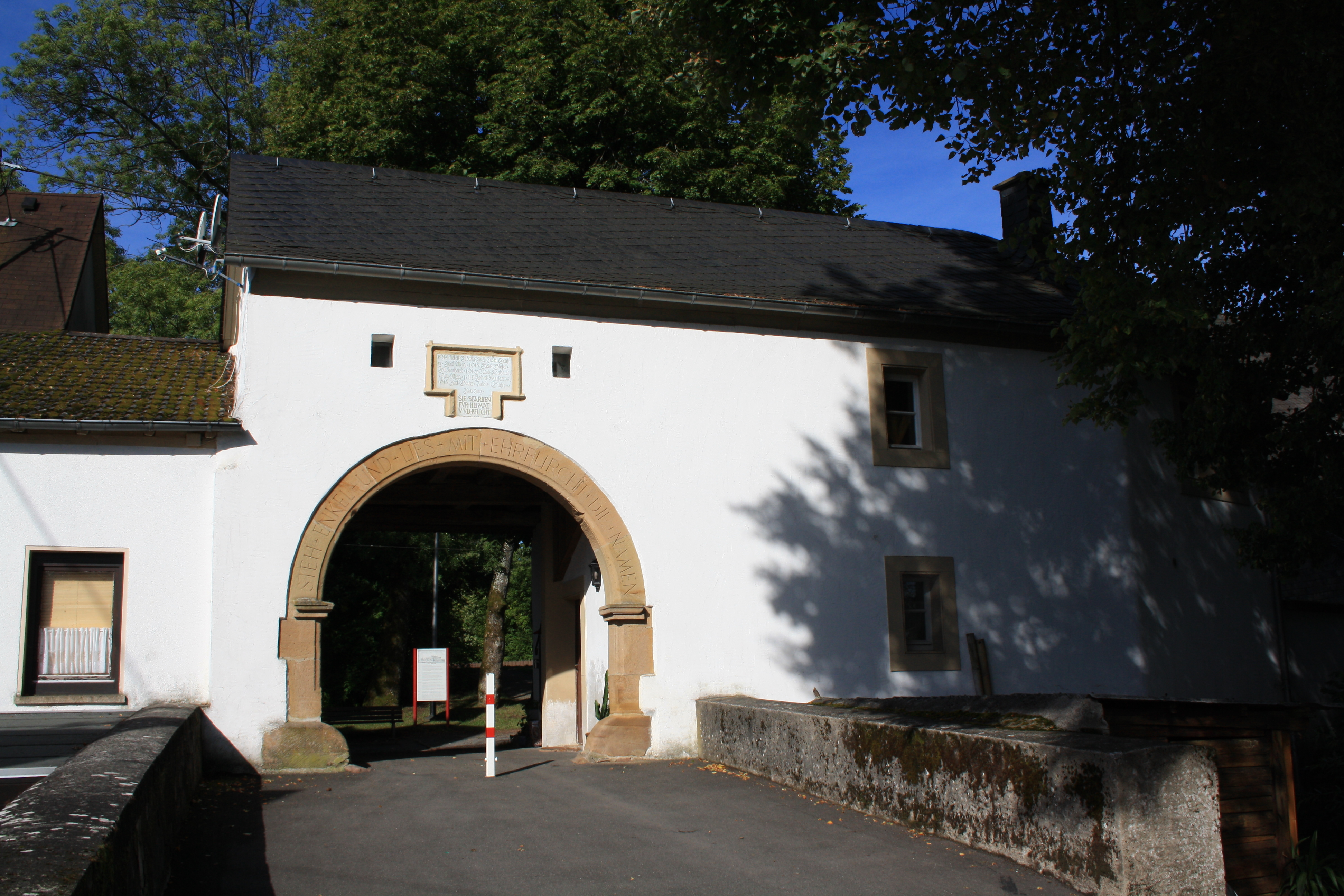
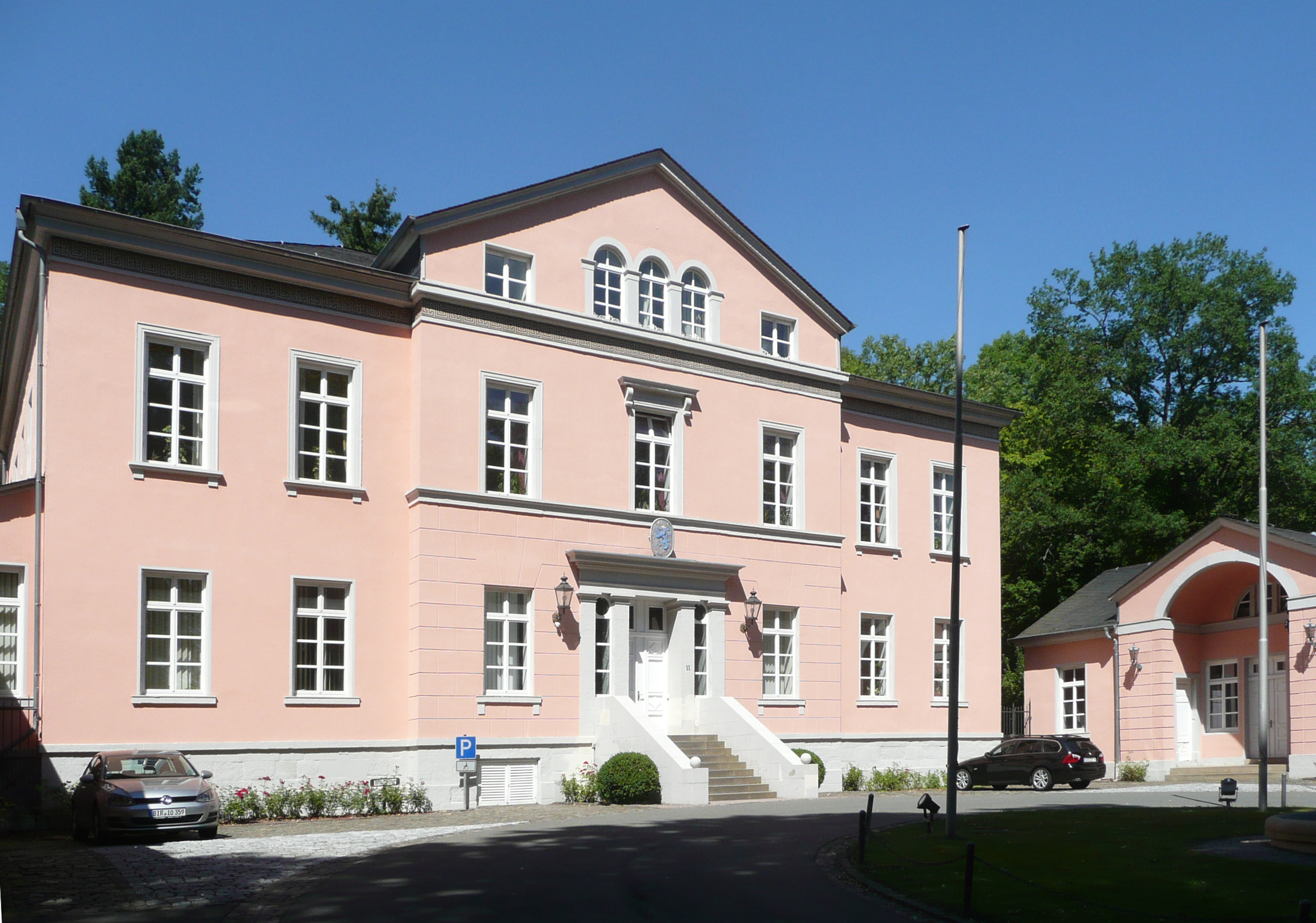